# Élée (Éolide)
Pour les articles homonymes, voir Élée (homonymie).
Élée (en grec Ελαία), était une antique cité grecque d'Asie Mineure en Éolide. La ville a été mentionnée pour la première fois vers le milieu du Ve siècle av. J.-C., dans le cadre de la Ligue de Délos. On y a également découvert des pièces de monnaie datant de cette époque.

## Natifs célèbres d'Élée
- Alcidamas